# Bangladesh
Bangladesh (uitspraak: [bɑŋlaˈdɛʃ]; Bengaals: বাংলাদেশ, Bāṁlādesh, letterlijk: "land van de Bengalen"), officieel de Volksrepubliek Bangladesh (Bengaals: গণপ্রজাতন্ত্রী বাংলাদেশ , Gana Prajatantri Bangladesh), is een land in Zuid-Azië. Het land wordt aan drie zijden begrensd door India, maar heeft in het zuidoosten ook een stuk grens met Myanmar (Birma). In het zuiden heeft Bangladesh een kustlijn aan de Golf van Bengalen. Het land bestaat voornamelijk uit de delta van de rivieren de Ganges en Brahmaputra. Bangladesh is een van de dichtstbevolkte landen ter wereld. Door de laaggelegen ligging aan de monding van de grote rivieren zijn er vaak overstromingen in het land. De hoofdstad van het land, Dhaka (Dacca), is tevens de grootste stad.
Het land vormt de oostelijke helft van het gebied dat Bengalen genoemd wordt, en voor de deling van Brits-Indië in 1947 een politiek geheel vormde. De westelijke helft is tegenwoordig de Indiase deelstaat West-Bengalen.

## Geschiedenis
Tot de deling van India was Bangladesh onderdeel van het oosten van India en het gebied heeft een gezamenlijke geschiedenis.

### Oudheid
Rond de 7e eeuw v.Chr. bereikte de aryanisatie mogelijk het gebied van de Gangesdelta. In de Mahabharata wordt een Arisch koninkrijk met de naam Varendra genoemd, dat in Bengalen lag. Dit koninkrijk was vanaf de 2e eeuw v.Chr. onderdeel van het Mauryarijk. Keizer Asoka was waarschijnlijk verantwoordelijk voor de verspreiding van het boeddhisme naar Bengalen. Er is echter weinig bekend over de geschiedenis van Bengalen tot de komst van de Gupta's in de 4e eeuw n.Chr.. Na het uiteen vallen van het Guptarijk in de 7e eeuw werd een groot deel van het huidige Bangladesh verenigd door Shashanaka, de stichter van het Gaudarijk. Het rijk was echter geen lang leven beschoren.

### Middeleeuwen
In 750 kwamen de lokale heersers bij elkaar om een "chakravartin" te kiezen, een heerser over allen die een einde aan chaos en onderlinge twisten zou maken. Ze verkozen Gopala, de eerste heerser over het Palarijk, waaraan hij zijn naam gaf. Onder de Pala's (Gopala en zijn opvolgers) groeide Varendra uit tot een belangrijk centrum van boeddhistische kennis en cultuur. Een grote sangha (religieuze gemeenschap) van monniken was in Bengalen mogelijk door de giften van een welvarende klasse van handelaren en ambachtslieden, die elders in het noorden van India minder groot was. Dharmapala, de zoon en opvolger van Gopala, liet de Somapura Vihara bouwen, het grootste boeddhistische klooster in Zuid-Azië. De dominante stroming in dit en andere leercentra was Mahayana, de vorm van boeddhisme die verlichting voor de gehele bevolking nastreeft. In tegenstelling tot andere boeddhistische stromingen kenmerkt Mahayana zich door een groot pantheon van goden en demonen, vergelijkbaar met het hindoeïsme. De boeddhistische geestelijken probeerden de oorspronkelijk hindoeïstische bevolking niet van de aanbidding van goden af te houden maar namen deze goden op in de Mayana-theologie. Dit is ongetwijfeld een belangrijke reden waarom het boeddhisme het hindoeïsme kon vervangen als dominante religie. Vanuit het Palarijk werd het boeddhisme ook verder verspreid. Monniken uit het Palarijk bekeerden Tibet en andere gebieden in en achter de Himalaya en stichtten nieuwe leercentra in Zuidoost-Azië. De kloosters van het Palarijk waren de bakermat van het tantrisme, een kleinere stroming binnen het boeddhisme die onder andere zelfkastijding en seksuele riten als manieren ziet om nirwana te bereiken.

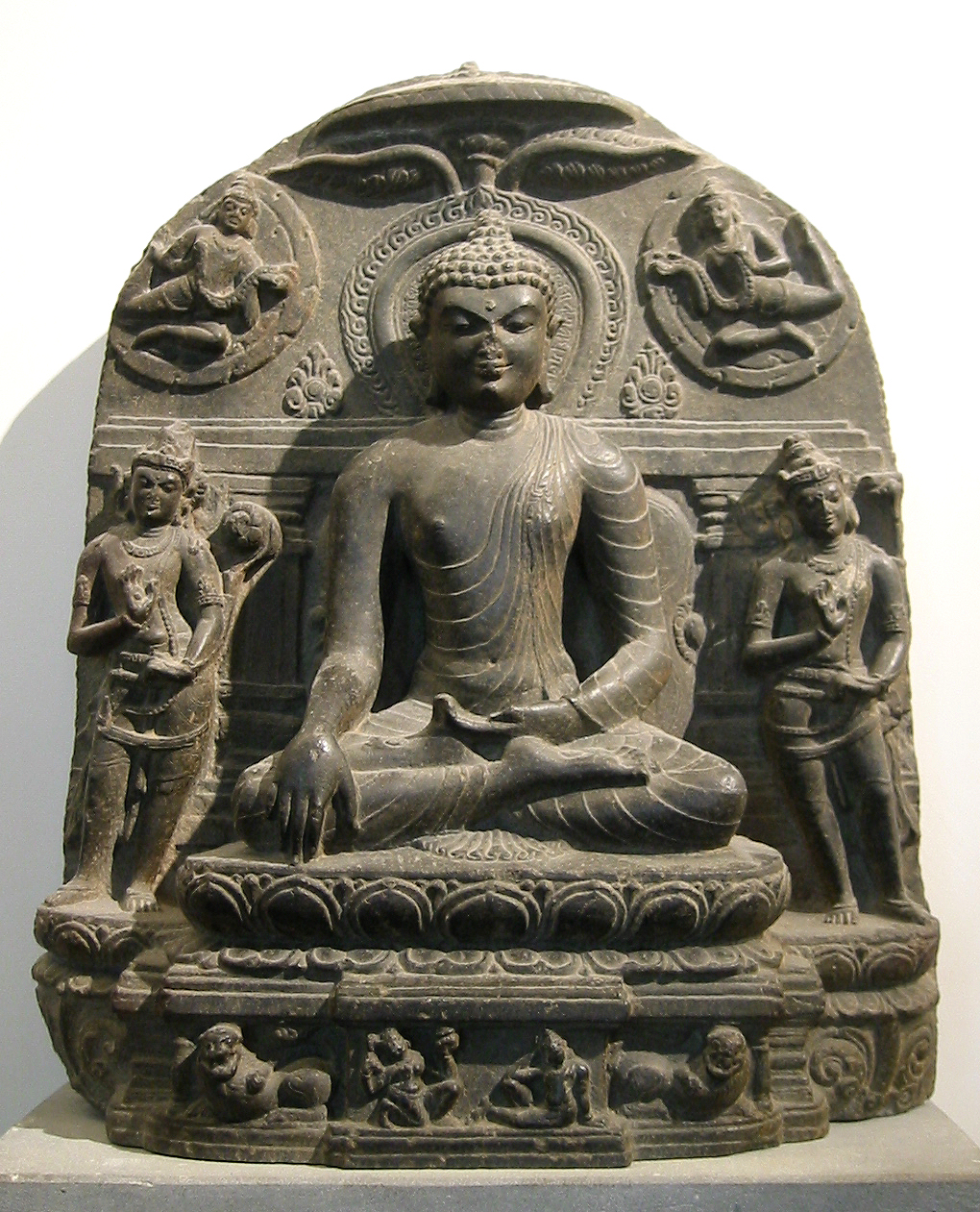
Boeddha en Bodhisattvas, gemaakt tijdens de Paladynastie van Gaur

De Pala's regeerden op hun hoogtepunt (in de 9e eeuw) een rijk dat het grootste deel van het noorden van het Indisch Subcontinent besloeg. De latere koningen waren echter meer geïnteresseerd in het vergaren van religieuze kennis dan in behoud van de veroverde gebieden. In de 12e eeuw werd de laatste Palakoning verdreven door de hindoeïstische Sena's, een nieuwe dynastie. De Sena's overzagen een terugkeer naar het hindoeïsme en een geleidelijke teruggang van het boeddhisme, een ontwikkeling die overigens in heel Zuid-Azië plaatsvond. Het kastensysteem werd opnieuw geïntroduceerd en de boeddhistische leercentra raakten in verval. Alleen in het gebied rond Chittagong, dat tegenwoordig nog steeds een aanzienlijke boeddhistische minderheid kent, bleef het boeddhisme belangrijk.

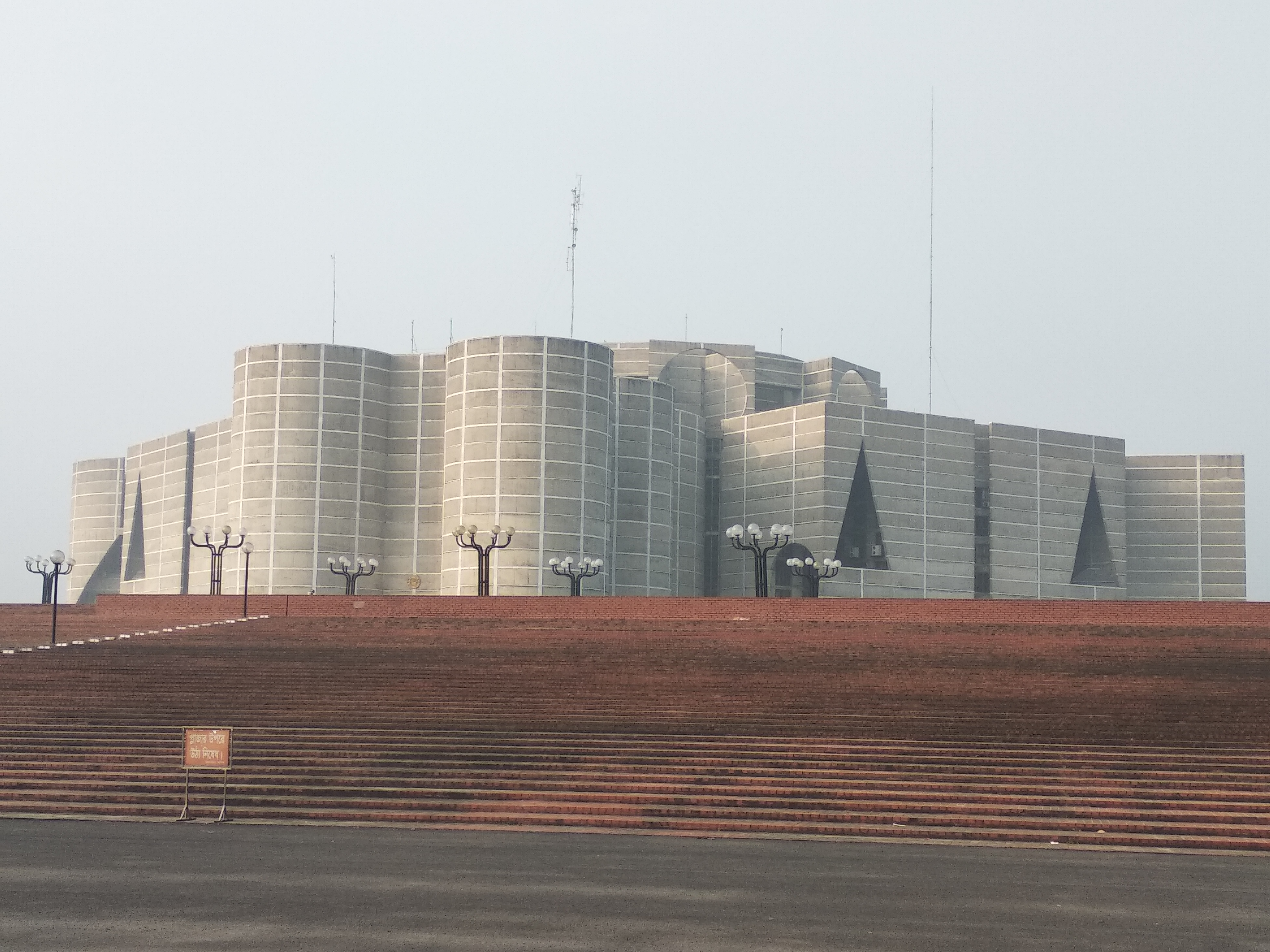
Vooraanzicht van het National Parliament House of Bangladesh

De laatste Senakoning, Lakshman Sena, werd in 1203 verdreven door Muhammad Khilji, een Turkse, islamitische krijgsheer die in naam ondergeschikt was aan de Afghaanse sultan Muhammad Ghowri. Khilji wist volgens de overlevering met slechts een handjevol krijgslieden snel de twee belangrijkste steden van het gebied, Nabadwip en Gaur, te veroveren. Hij vernietigde de universiteit van Nalanda, wellicht omdat hij het gebouwencomplex voor een militaire vestiging hield. Daarmee werd de neergang van het boeddhisme bezegeld. Drie jaar later kwam Khilji echter om het leven bij een mislukte veldtocht naar Tibet. In de daaropvolgende eeuwen werd Bengalen geregeerd door islamitische machthebbers, die in min of meerdere mate schatplichtig waren aan de sultan van Delhi. Bengalen was echter vanuit Delhi gezien een veraf gelegen uithoek. De Bengaalse machthebbers gedroegen zich onafhankelijk, met name op momenten dat het centrale gezag in Delhi haperde. Onder de Ilyas Shahidynastie, die in 1348 aan de macht kwam, bloeiden de handel, kunst en wetenschap en ontstond een nieuwe Bengaalse culturele identiteit.
De bekering van de bevolking tot de islam was net als elders op het Indisch Subcontinent een geleidelijk proces, dat door de meeste machthebbers niet actief werd gestimuleerd. Pas vanaf de Mogoltijd (vanaf de 17e eeuw) waren moslims de grootste bevolkingsgroep. Bekering bracht maatschappelijke en financiële voordelen, die vooral de stedelijke middenklasse van handelaren trokken. Het feit dat in Bengalen een groter deel van de bevolking bekeerd werd dan elders kan deels verklaard worden omdat er meer handelaren in het gebied woonden. In de Mogoltijd bekeerde ook de bevolking van het platteland zich op grote schaal, vooral uit verzet tegen de machtige, hindoeïstische landeigenaren.

### Mogols en Britten

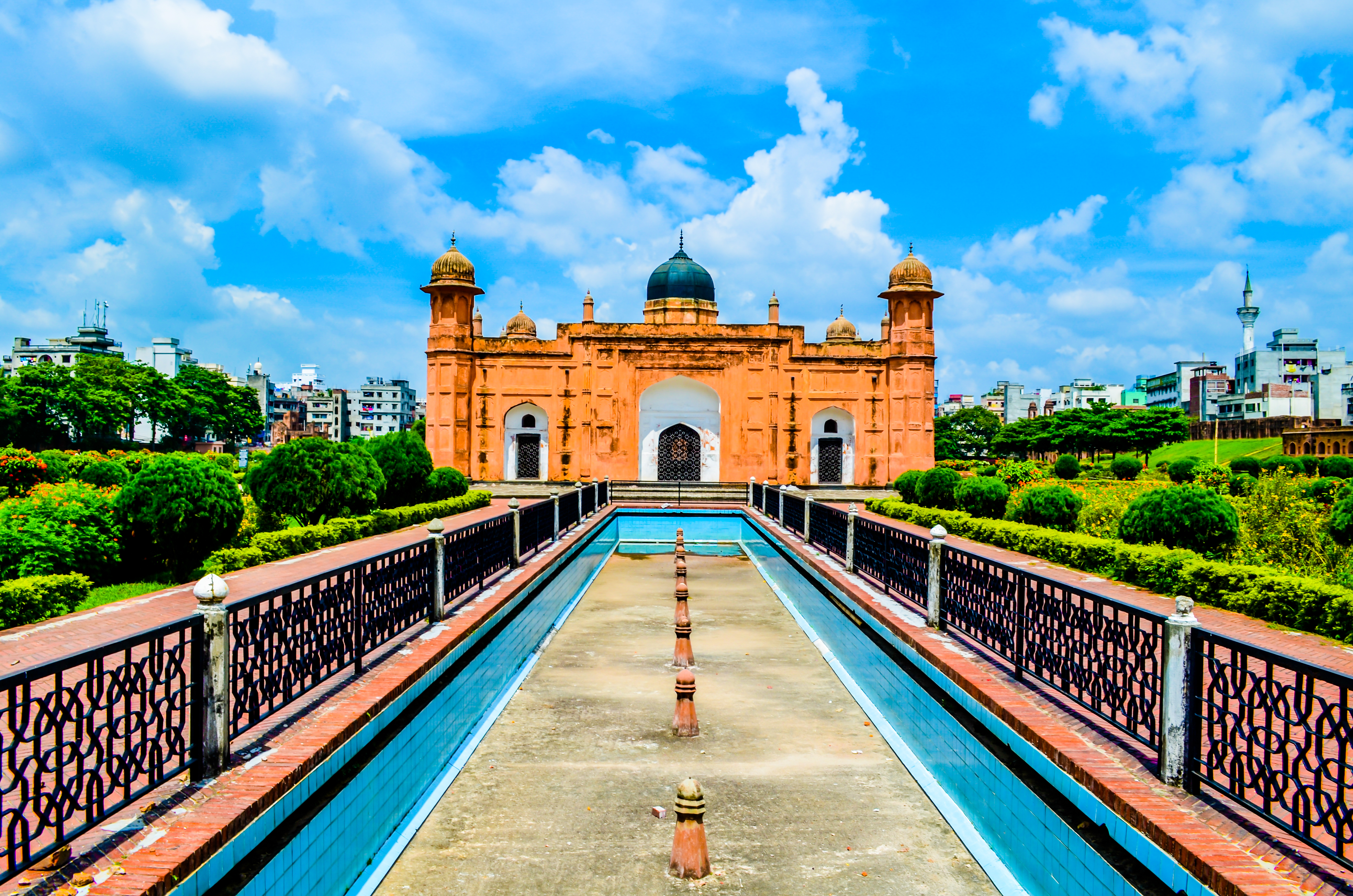
Het Fort van Aurangabad, gebouwd in de 17e eeuw, werd gebouwd gedurende de Mogol-overheersing en geldt als een hoogtepunt in de Mogol-architectuur

Het sultanaat van Delhi werd in de 16e eeuw onderworpen door de Mogols, een nieuwe, uit Centraal-Azië afkomstige dynastie. Na de val van het sultanaat van Delhi was Bengalen enige decennia onafhankelijk, tot Mogolkeizer Akbar in 1575 de Bengaalse sultan, Daud Karrani, versloeg en het gebied aan het Mogolrijk toevoegde. De bestuurlijke hoofdstad van de provincie Bengalen werd in 1608 van Gaud naar Dhaka verplaatst. Onder de Mogols groeiden de handel en nijverheid. Het gebied werd een belangrijk uitvoercentrum voor de overzeese handel. Daarom trok Bengalen de interesse van Europese handelaren, die aan het einde van de 15e eeuw arriveerden. De Engelsen, Fransen, Portugezen en Nederlanders sloten overeenkomsten met de Mogols en hun gouverneurs in Bengalen (de "nawabs") en kregen toestemming handelsposten te stichten.
Dankzij een groeiende middenklasse van handelaren en grondbezitters nam het centrale gezag van de Mogolkeizers in de 18e eeuw sterk af. Na de dood van keizer Aurangzeb verklaarde de gouverneur Bengalen zich onafhankelijk. Het sultanaat van Bengalen zou een halve eeuw later door de Britten worden onderworpen. Ongerust over de toenemende macht van de Britten, nam de nawab van Bengalen, Suraj-ud-Daula, in 1757 de Britse handelspost Calcutta in. De Britse bewoners, vooral handelaren en beambten van de East India Company (EIC), werden opgesloten in een donkere, kleine kerker, waar sommigen door verstikking stierven. De Britten gebruikten het voorval als propagandamiddel om de publieke verontwaardiging in Engeland aan te wakkeren. Onder Robert Clive werd de nawab verslagen en gedood. Clive stelde daarna een nieuwe nawab aan, die een marionet van de Britten was.
Voor de Britten was Bengalen van speciaal belang vanwege de grote productie van opium. In 1773 voerde het gouvernement een monopolie in, waarbij Bengaalse boeren hun opiumproductie nog uitsluitend aan de EIC mochten leveren. De export van Indiase opium naar China nam daarna een hoge vlucht: het volume steeg van 13 ton in 1729 tot 2558 ton in 1839. Chinese pogingen om deze opiumhandel aan banden te leggen leidden in de 19e eeuw tot twee opiumoorlogen.
De Britse Oost-Indische Compagnie bestuurde de regio tot 1858, toen Bengalen een provincie van Brits-Indië werd.
Op 3 juli 1946 werd de provincie verdeeld in een overwegend hindoeïstisch West-Bengalen en een overwegend islamitisch Oost-Bengalen. Bij de onafhankelijkheid van India en Pakistan in 1947 kwam West-Bengalen als staat bij India en Oost-Bengalen als provincie bij Pakistan. In 1955 werd Oost-Bengalen hernoemd in Oost-Pakistan.

### Oost-Pakistan

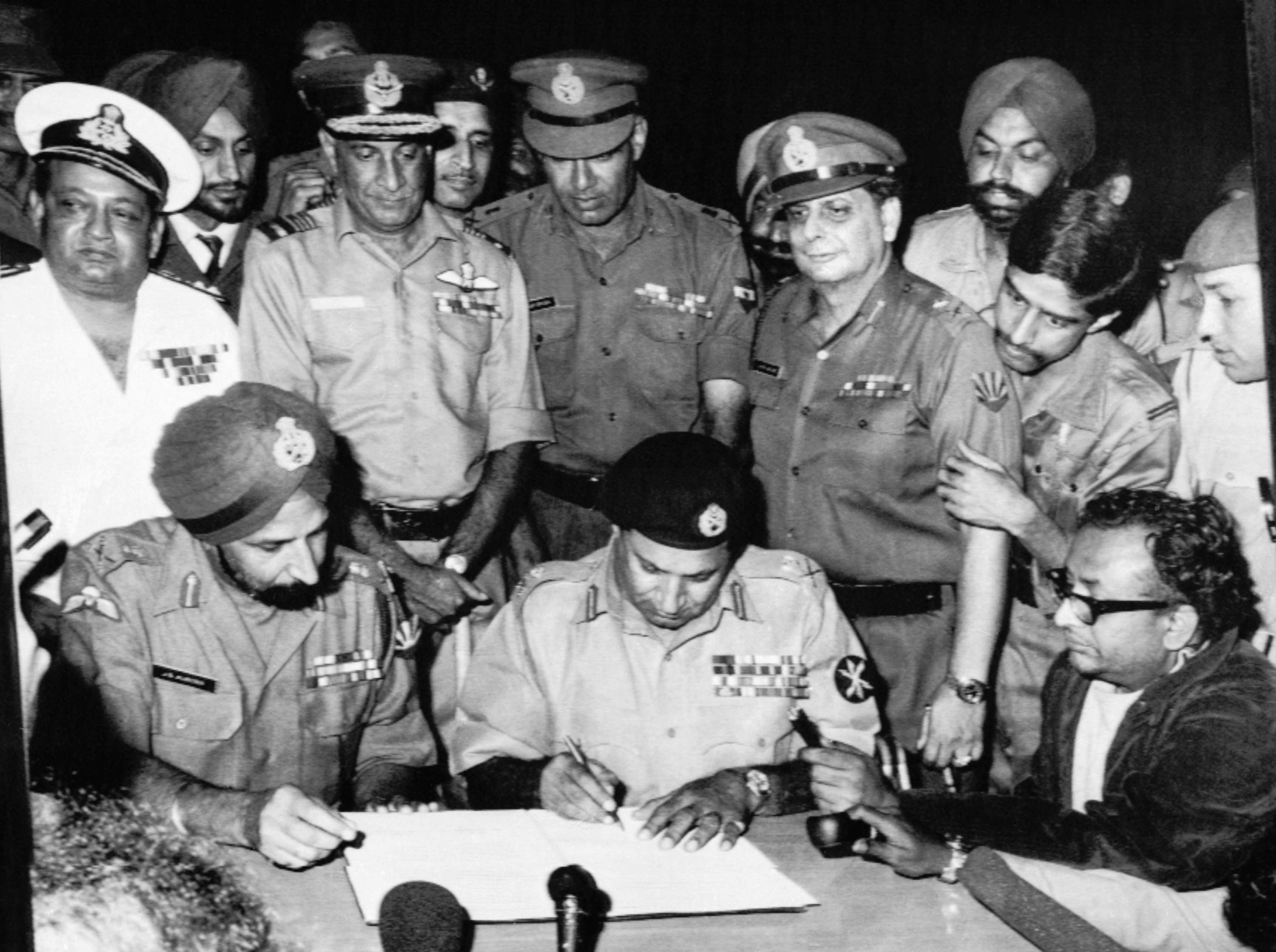
De overgave van West-Pakistan in december 1971 markeerde het einde van de Bengaalse Onafhankelijkheidsoorlog en de geboorte van de onafhankelijke staat Bangladesh

Oost-Pakistan werd genegeerd door de centrale regering in West-Pakistan (het huidige Pakistan) en het gebied werd gedomineerd door West-Pakistanen. Dit was aanleiding voor het ontstaan van strubbelingen en leidde tot een onafhankelijkheidsstrijd in 1971. Op 26 maart begon het leger van Pakistan aan een bloedige onderdrukking van de opstand, hierbij werden onschuldige mannen, vrouwen en kinderen in groten getale vermoord. Majoor Mujibur Rahman verklaarde hierop de onafhankelijkheid van Bangladesh. Hij deed deze verklaring op een zelfgemaakte radio vanuit de havenstad Chittagong. Deze oproep leidde tot de Bevrijdingsoorlog van Bangladesh die aan meer dan een miljoen Bengalen het leven kostte en ook tot een vluchtelingenprobleem leidde.
India greep hierop in december van hetzelfde jaar in en het Pakistaanse leger gaf zich op 16 december 1971 over, waarna Bangladesh onafhankelijk werd.

### Na de onafhankelijkheid
In 1975 (tevens het jaar waarin Mujibur Rahman werd vermoord) werd Bangladesh een eenpartijstaat, maar het leger greep in en een militaire dictatuur werd geïnstalleerd. Generaal Ziaur Rahman liet in de grondwet het woord "secularisme" vervangen door "vertrouwen in God". De later regerende generaal Ershad maakte van de islam een staatsgodsdienst. Het duurde tot 1991 vooraleer Bangladesh, na 15 jaar militaire dictatuur, de eerste vrije verkiezingen sinds zijn onafhankelijkheid kon houden. De islamitische Jamaat-e-Islami behaalde toen 12% van de stemmen (in 2001 nog slechts 4%).
Na de onafhankelijkheid waren ook de Bihari-moslims, die de zijde van Pakistan hadden gekozen, het slachtoffer van massaal geweld, met wellicht 150.000 (volgens sommigen tot 500.000) slachtoffers. Net als bij de slachtingen tijdens de onafhankelijkheidsoorlog werden ook deze gebeurtenissen als genocide gekenmerkt.

## Geografie

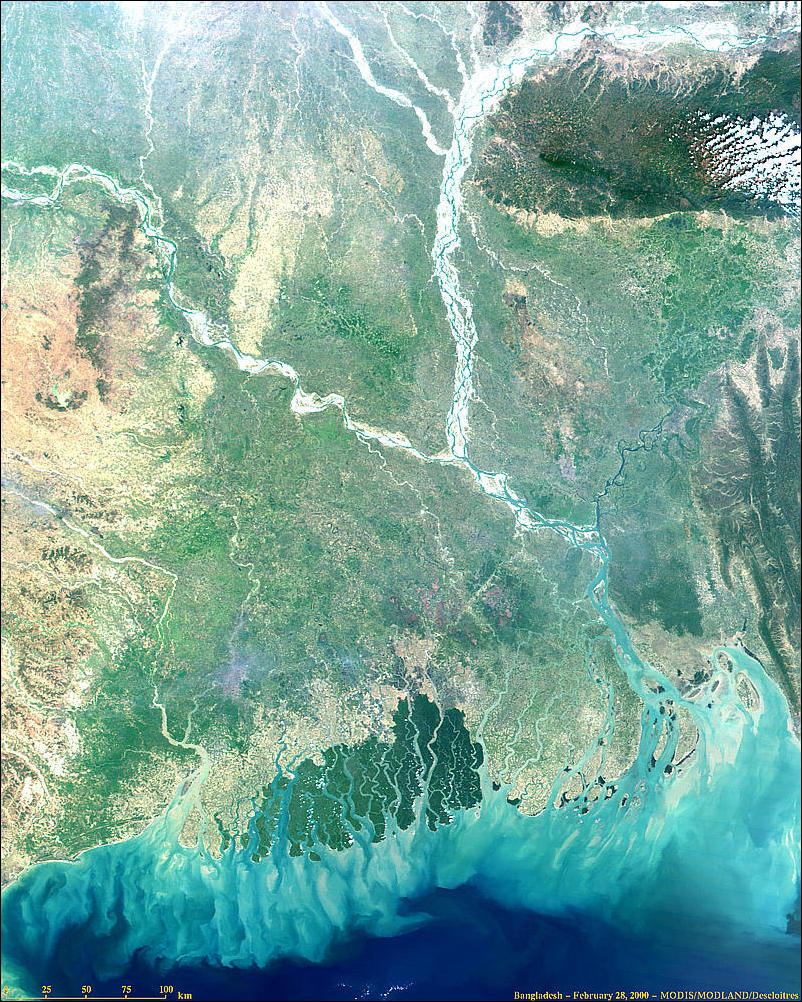
De topografie van Bangladesh wordt gedomineerd door de rivierdelta van de Padma (links) en de Jamuna (rechts), samenvloeiend in de Meghna

Bangladesh heeft een kustlijn van 575 kilometer langs de Golf van Bengalen. Het grootste deel van het land bestaat uit de delta van de rivieren de Ganges (in Bangladesh de Padma genoemd) en de Brahmaputra (in Bangladesh de Jamuna genoemd). Beide rivieren maken vele vertakkingen die in de vorm van een waaier over het land uitstromen. De Padma en Jamuna vloeien samen in de Meghna, de voornaamste van de vele vertakkingen die in de Golf van Bengalen uitmonden. Het land is door de afzettingen van de rivieren zeer vruchtbaar, maar ook erg vatbaar voor overstromingen. Echter, in andere delen van Bangladesh zorgen geïntensifieerde overstromingen, door klimaatverandering, juist voor een afname van de vruchtbaarheid van de bodem, omdat deze wordt weggespoeld.
De vlakte van de delta wordt in het noordoosten, langs de grens met de Indiase deelstaat Meghalaya, begrensd door het Plateau van Shillong. De zuidelijke rand van het plateau is steil en de rivieren die vanaf het plateau naar de vlakte stromen hebben zich hier diep in de rand van het plateau ingesleten. De enige bergen in Bangladesh, de Chittagong Hill Tracts, liggen in het uiterste zuidoosten, langs de grens met Myanmar. Onder deze bergen is de hoogste berg van Bangladesh, de Mowdok Mual (1052 m). Cox's Bazar ten zuiden van de stad Chittagong heeft het langste natuurlijke strand ter wereld.

### Flora en fauna

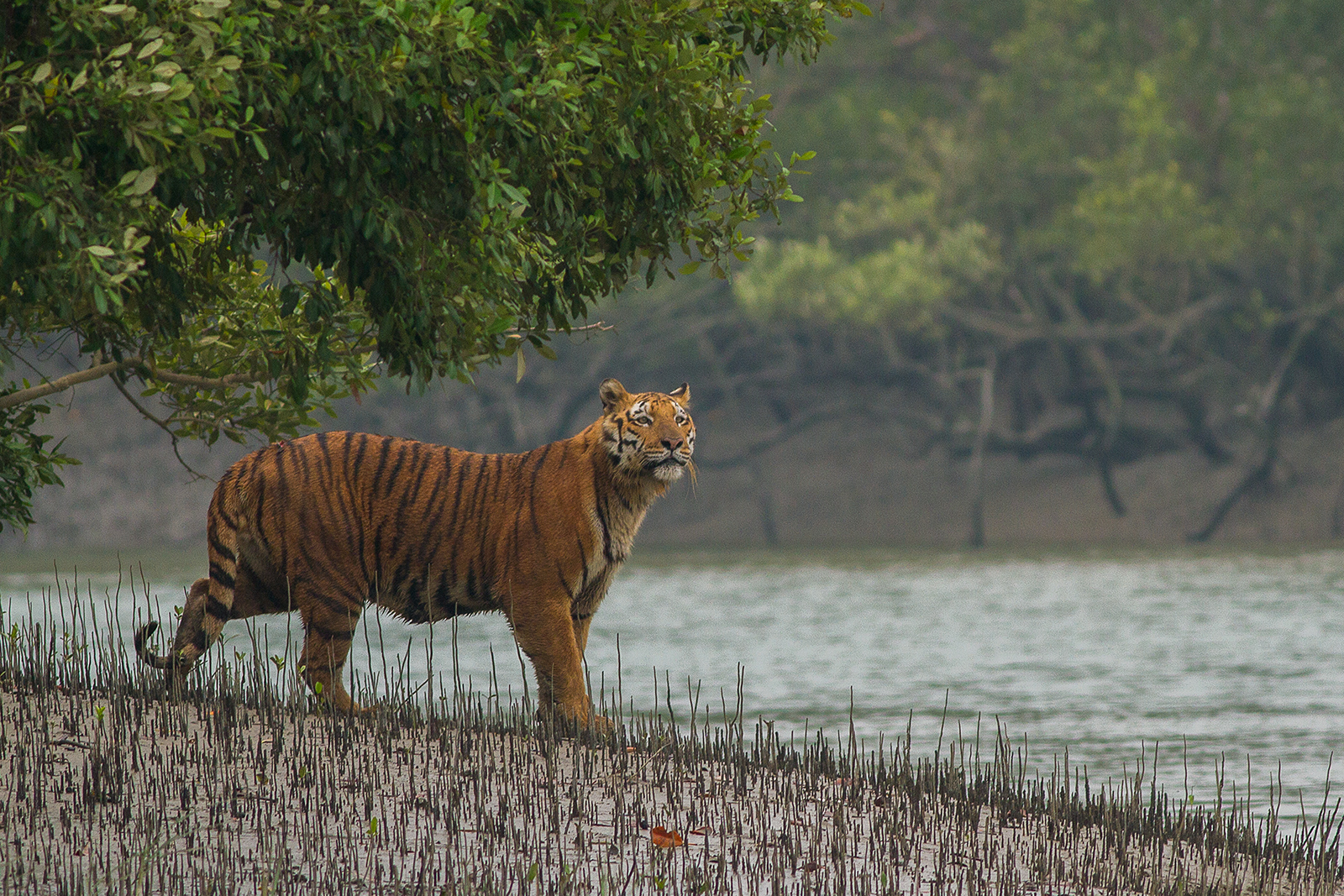
Een Bengaalse tijger in de Sundarbans

Het grootste gedeelte van het land in Bangladesh is in menselijk gebruik, vanwege de hoge bevolkingsdichtheid. Bossen bedekken ongeveer 50% van het land. Onder andere bamboebossen in het noordoosten en mangrove in het moerasachtige gebied van de Sundarbans in het zuidwesten.
Bangladesh heeft een rijke regenwoudfauna. Zo komt de bedreigde (koninklijke) Bengaalse tijger nog voor in het zuidwesten van het land in de Sundarbans-regio.

### Klimaat en milieu
Bangladesh ligt vlak ten zuiden van de Kreeftskeerkring en heeft een tropisch klimaat met milde droge winters van oktober tot maart waarin de wind uit het noorden waait, een hete vochtige zomer van maart tot juni en een vochtig en warm regenseizoen (moesson) van juni tot oktober. De koudste maand is januari met temperaturen onder de 20 graden en de heetste maand is april, als de temperatuur hoog in de 30 graden kan oplopen.
Omdat het grootste deel van Bangladesh bestaat uit laaggelegen vlakte, vinden in het land regelmatig grote overstromingen plaats. De overstromingen komen vooral voor tijdens de moesson. Tijdens een gemiddelde moesson staat meer dan twee derde van Bangladesh onder water. Hoewel de moesson ook in Bangladesh voor een toename in de neerslag zorgt, is de toename in de wateraanvoer van de grote rivieren de belangrijkste oorzaak. Wanneer het waterpeil in alle drie de grote rivieren tegelijk een maximum bereikt, is dit een ramp voor de bevolking. In 1985, 1998, 2004 en 2007 raakten miljoenen mensen dakloos en veroorzaakten de overstromingen honderden slachtoffers. De overstromingen zijn echter niet alleen een probleem. De jaarlijkse aanvoer van vruchtbaar slib is van groot belang voor de landbouw. Aangezien de economie sterk afhankelijk is van de landbouw, is infrastructuur om de overstromingen tegen te houden controversieel. De rivieren zijn grotendeels niet van dijken voorzien.

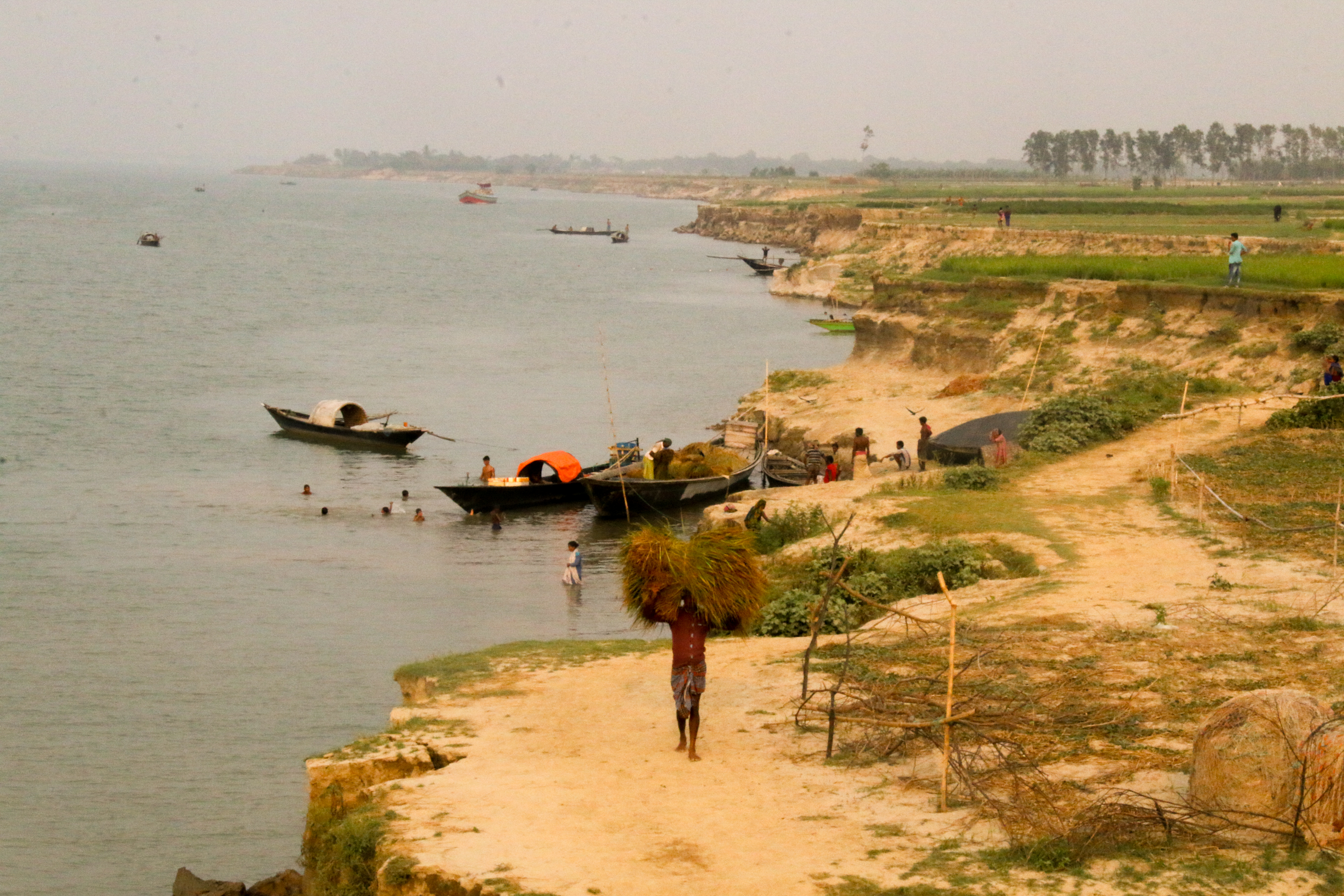
Bangladesh is bijzonder gevoelig voor de gevolgen van klimaatverandering, waaronder zeespiegelstijgingen en erosie

Behalve overstromingen komen ook tropische cyclonen, tornado's en vloedgolven tijdens de moesson regelmatig voor. De effecten van deze natuurrampen worden versterkt door ontbossing, bodemuitputting en erosie.
Bangladesh is een van de meest gevoelige gebieden voor zeespiegelstijgingen. De door veel klimatologen voorspelde stijging als gevolg van de opwarming van de Aarde zou het land in de toekomst hard kunnen treffen. Daarom is de politiek in Bangladesh zeer sterk voor maatregelen die de uitstoot van broeikasgassen verminderen. Een voorbeeld is een verbod op benzine in de grote steden, waar tegenwoordig alle voertuigen op gas rijden.
Een ander groot probleem is de vervuiling van het grondwater met natuurlijk voorkomend arseen. Dit is voornamelijk een probleem waaraan bijgedragen is door westerse NGO's die het boren van putten als alternatief voor het vervuilde rivierwater hebben aangemoedigd. Arseenvergiftiging bedreigt ongeveer 25% van de bevolking. Ook groeit het werkende deel van de bevolking sneller dan het aantal banen in de belangrijkste sector, de landbouw.

## Bevolking
Op "kleine" landen zoals Singapore en Bahrein na is Bangladesh het dichtstbevolkte land ter wereld. Bij het begin van de 20e eeuw telde het gebied dat nu Bangladesh is zo'n dertig miljoen inwoners; dat aantal is nu vervijfvoudigd. De bevolking is vrij homogeen: 98% is etnisch Bengaals. De overige 2% bestaat uit niet-Bengaalse moslims en verschillende volkeren die in de Chittagong-heuvels wonen.

### Religie

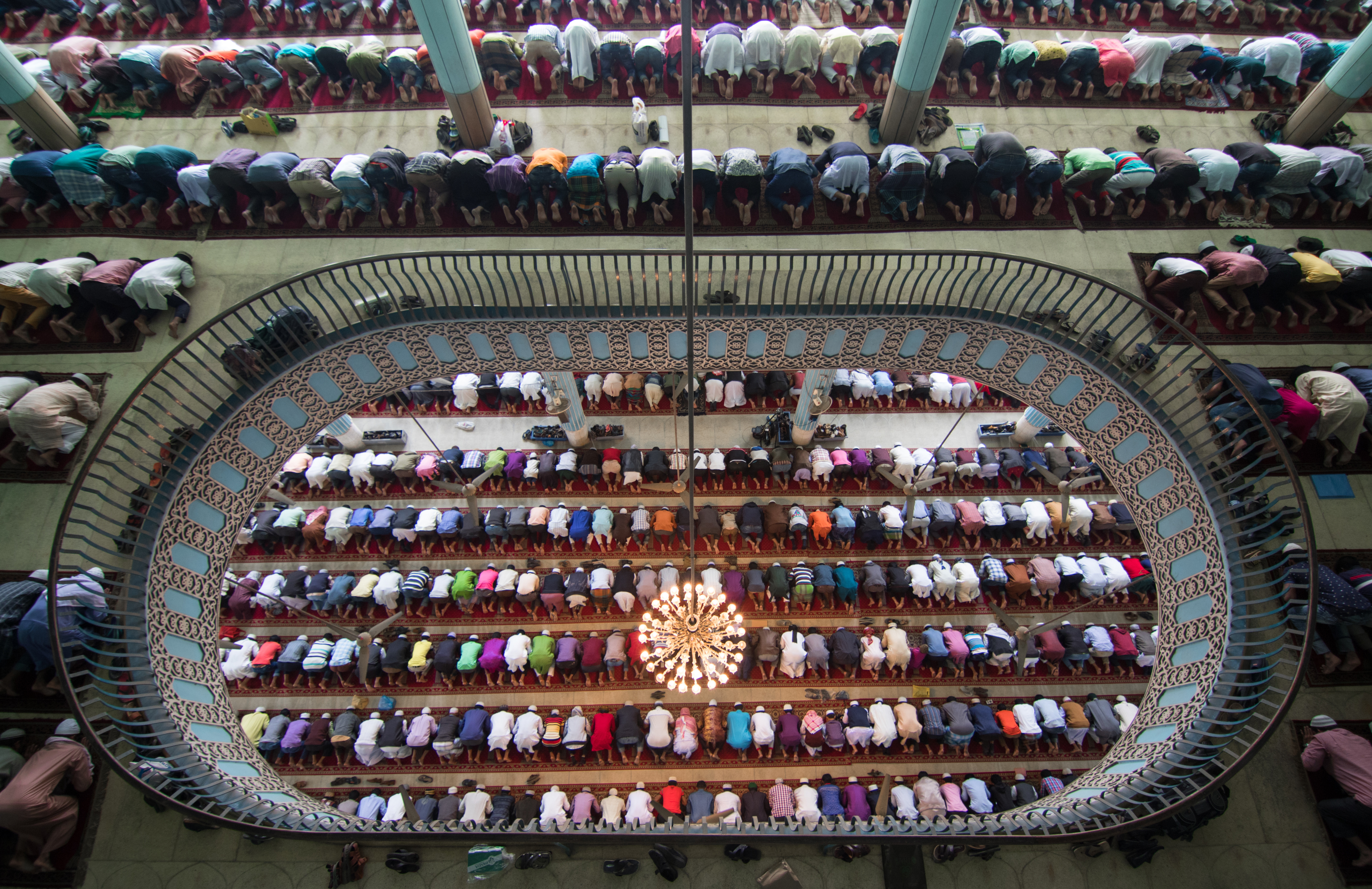
Vrijdaggebed in de Bait ul-Mokarram, de grootste moskee van het land

De belangrijkste religie is de islam die door 90 tot 95% van de bevolking beleden wordt. De meesten van hen zijn soennieten. Daarnaast komen enkele sji'itische groeperingen voor, met name onder de afstammelingen van immigranten uit Iran. In 1988 werd de islam tot staatsgodsdienst verklaard.
Het hindoeïsme is met 4 tot 8% de andere grote godsdienst (voor het merendeel bij de bevolking uit de onderste kasten). Er zijn ook kleine groepen boeddhisten, christenen en animisten. Het 
Theravada-boeddhisme in Bangladesh wordt voornamelijk beleden in het zuidelijke district Bandarban.
Volgens evangelisch-christelijke bron groeit het christendom in Bangladesh. Anno 2019 telde Bangladesh ongeveer 600.000 christenen, waarvan iets meer dan de helft katholieken.
In Bangladesh worden naast de islamitische ook heilige dagen uit het hindoeisme gevierd, zoals Janmashtami.

### Taal
De Bengalen spreken het Bengaals (ook wel Bangla) dat geschreven wordt in een schrift dat lijkt op het Devanagari. Het Bengaals is ook de officiële taal van het land. Het Engels wordt ook nog gebruikt, voornamelijk in de opleidingsinstituten en bij de overheid. Verder spreken de meeste niet-Bengaalse moslims het Urdu. Dit was ook de taal die voorafgaand aan de onafhankelijkheid werd opgelegd vanuit West-Pakistan. Vanuit deze achtergrond wordt in Bangladesh grote waarde toegekend aan de vrijheid van taal en heeft het land dan ook de UNESCO-International Mother Language Day (Internationale Moedertaaldag, 21 februari) en de daarmee samenvallende 'Language Movement Day (Bengaals: ভাষা আন্দোলন দিবস Bhasha Andolôn Dibôs), ofwel State Language Day of Language Martyrs' Day (Dag van de Taalmartelaren, Bengaals: শহীদ দিবস Shôhid Dibôs), op de kalender van de nationale feest- en gedenkdagen staan.

## Politiek en bestuur

### Staatsinrichting

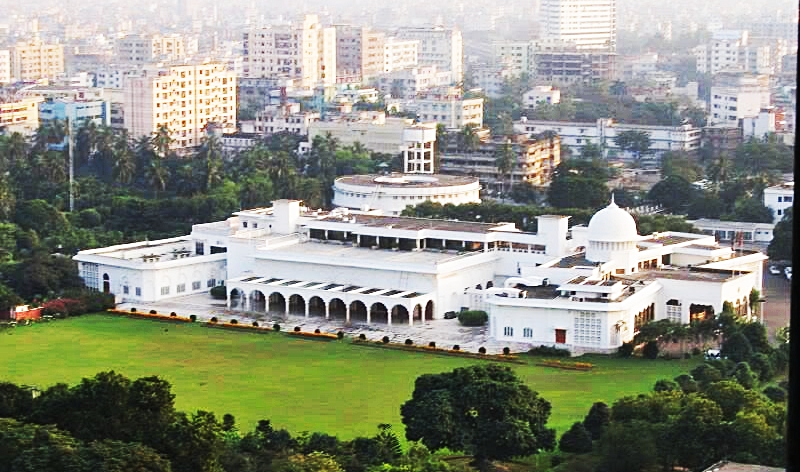
De Bangabhaban in Dhaka, de presidentiële residentie

Bangladesh is een parlementaire democratie. Het presidentschap van Bangladesh is een grotendeels ceremoniële positie, de macht ligt bij de premier die het hoofd van de regering is. De president wordt iedere vijf jaar gekozen door het parlement. De beperkte macht van de president wordt uitgebreid in tijden van een overgang tussen 2 regeringen. De president benoemt de premier uit de parlementsleden, hij dient hierbij iemand te kiezen van wie hij aanneemt dat die de steun van de meerderheid van de parlementariërs geniet. De president benoemt ook de leden van de hoogste rechtbank, de Supreme Court.
De huidige president is Mohammed Shahabuddin. De premier van Bangladesh is sinds 2009 Sjeik Hasina Wajed, zij staat aan het hoofd van de regering. De regering bestaat uit ministers die gekozen worden door de premier.
Bangladesh heeft een eenkamerparlement, genaamd de Jatiya Sangsad (huis van de natie) met 300 leden. De leden worden iedere 5 jaar gekozen door verkiezingen in districten. Na de parlementsverkiezingen van Bangladesh 2014, die gekenmerkt werden door boycots van oppositiepartijen en internationale kritiek, bezit de Awami Liga - een seculiere, centrum-linkse partij van Sjeik Hasina Wajed - een absolute meerderheid. In januari 2005 werd voormalig minister van financiën Shah Kibra, lid van de Awami Liga, vermoord door moslimextremisten. Enkele andere partijen zijn Oikya Jote, de Bangladesh Nationalist Party en de Jamaat-e-Islami (JeI). Jamaat-e-Islami stond in de onafhankelijkheidsstrijd tegen Pakistan aan de kant van Pakistan. Generaal Ziaur Rehman liet de leiders van de partij uit ballingschap terugkeren.

### Bestuurlijke indeling
Bangladesh kent naast de centrale overheid ook andere bestuurslagen, territoriale onderdelen waar regels vastgesteld en beslissingen worden genomen over bepaalde gebieden en hun bewoners. Het betreft de volgende bestuurslagen:
| Bestuurslagen                                                       | Bestuurslagen          | Bestuurslagen         | Bestuurslagen                 | Bestuurslagen                  |
| ------------------------------------------------------------------- | ---------------------- | --------------------- | ----------------------------- | ------------------------------ |
| centraal niveau                                                     | divisieniveau          | districtsniveau       | subdistrictsniveau            | gemeenteniveau                 |
| Volksrepubliek Bangladesh - গণপ্রজাতন্ত্রী বাংলাদেশ Gaṇaprajātantrī Bāṃlādeś | divisies - বিভাগ, bibhag | districten - জেলা, jela |                               | steden - সিটি, siṭi              |
| Volksrepubliek Bangladesh - গণপ্রজাতন্ত্রী বাংলাদেশ Gaṇaprajātantrī Bāṃlādeś | divisies - বিভাগ, bibhag | districten - জেলা, jela | subdistricten - উপজেলা, upajēlā | gemeenten - পৌরসভা, paurasabhā   |
| Volksrepubliek Bangladesh - গণপ্রজাতন্ত্রী বাংলাদেশ Gaṇaprajātantrī Bāṃlādeś | divisies - বিভাগ, bibhag | districten - জেলা, jela | subdistricten - উপজেলা, upajēlā | dorpenunies - ইউনিয়ন, i'uniẏana |
| 1. 2.                                                               |                        |                       |                               |                                |

Bangladesh heeft zeven divisies en 64 districten.

### Interne politieke problemen
Overbevolking is een groot probleem in het land en grote groepen zogenaamde landlozen moeten in gebieden met een verhoogd overstromingsrisico wonen. Dit gedeelte van de bevolking wordt geplaagd door vele ziekten. Ook lopen miljoenen mensen het risico dat ze hun woningen moeten verlaten vanwege overstromingen en overstromingsgevaar.
Overstromingen vormen een probleem in Bangladesh. Door overstromingen wordt jaarlijks wel 25 tot 35% van de oogst vernietigd of beschadigd. Er wordt geprobeerd dit probleem te verhelpen door dammen en dijken te plaatsen. Verder wordt geprobeerd het overbodige water te gebruiken om velden te bewateren. Niet alleen de landbouw wordt beïnvloed door de overstromingen, ook de burgers hebben bescherming nodig. In veel steden zijn schuilplaatsen tegen overstroming aangelegd, dit zijn hoge platformen waar mensen naartoe kunnen vluchten om zich te beschermen tegen het water. Hierdoor blijven de burgers veilig, maar dit verhindert niet dat een groot deel van hun eigendom verloren gaat. Wat ook erg belangrijk is, is het beschermen van drinkwater. Dit wordt gedaan door het bouwen van buisputten. Deze waterputten hebben een extra hoge opening waardoor het vervuilde overstromingswater er niet in kan lopen.
Ook zijn er TRM projecten, hierbij horen projecten als; uitwaarden onder water zetten, verwijderen van sedimenten, gedeeltelijk verwijderen van polders, etc. Wanneer dit soort projecten worden uitgevoerd door inwoners is er weinig sprake van conflicten. Maar wanneer het door de overheid wordt aangestuurd is er weinig overleg tussen de lokale bevolking en de overheid, waardoor het voor veel ophef kan zorgen. Bij veel projecten moeten boeren gecompenseerd worden voor de grond die gebruikt wordt voor het project. Deze boeren worden echter bijna nooit rechtvaardig gecompenseerd. Veel mensen krijgen zelfs helemaal geen compensatie en er is weinig transparantie rondom geldzaken.

## Economie
| Jaar | BBP (in miljarden US$) | BBP per hoofd (in US$) | BBP per hoofd (in US$, PPP) | Reële groei (% mut JoJ) | Inflatie (% mut JoJ) | Saldo overheids- begroting (in % BBP) | Bruto staats- schuld (in % BBP) | Saldo lopende rekening (in % BBP) |
| ---- | ---------------------- | ---------------------- | --------------------------- | ----------------------- | -------------------- | ------------------------------------- | ------------------------------- | --------------------------------- |
| 1980 | 24,7                   | 311                    | 633                         |                         | 7,7%                 | −5,9%                                 |                                 | −0,8%                             |
| 1990 | 41,1                   | 398                    | 1084                        | 5,9%                    | 9,7%                 | −0,2%                                 |                                 | −2,7%                             |
| 2000 | 63,5                   | 498                    | 1703                        | 5,3%                    | 3,6%                 | −2,5%                                 |                                 | −0,5%                             |
| 2005 | 82,6                   | 594                    | 2264                        | 6,5%                    | 6,5%                 | −2,4%                                 | 35,6%                           | −0,7%                             |
| 2010 | 138,1                  | 936                    | 3144                        | 5,5%                    | 7,4%                 | −2,2%                                 | 29,6%                           | 2,3%                              |
| 2015 | 233,7                  | 1496                   | 4564                        | 6,6%                    | 6,4%                 | −3,3%                                 | 28,2%                           | 1,2%                              |
| 2020 | 373,9                  | 2270                   | 6397                        | 3,4%                    | 5,6%                 | −4,8%                                 | 34,5%                           | −1,5%                             |

Bangladesh heeft sinds 1980 een gestage economische groei laten zien van gemiddeld 7% per jaar waarbij de uitslagen rond dit gemiddelde zeer beperkt zijn te noemen. Het inkomen per hoofd van de bevolking in dollars heeft deze ontwikkeling gevolgd, maar door de verdubbeling van de bevolking tussen 1980 en 2020 of 1,8% op jaarbasis, is de stijging minder significant. De inflatie is onder controle en lag alleen tussen 1981 en 1988 nog boven de 10%. De staatsfinanciën zijn gezond en is geen sprake van een grote schuldenlast. Ondanks veel internationale hulp is Bangladesh nog steeds een van de armste landen ter wereld. De overbevolking, natuurrampen en politieke instabiliteit dragen hieraan bij. Bijna 60% van de goederen wordt per schip getransporteerd.

### Landbouw
Bijna twee derde van de bevolking van Bangladesh werkt in de landbouw. Rijst is het belangrijkste product, waarvan het land de op drie na grootste producent ter wereld is. Andere belangrijke producten zijn jute waarvan het land de tweede grootste producent ter wereld is, suikerriet, tabak en graan.

### Industrie

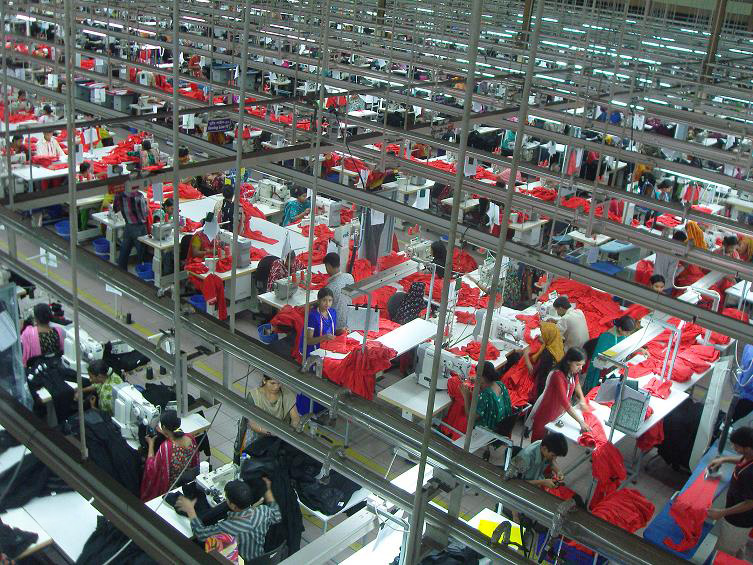
De textielnijverheid behoort tot de grootste inkomensbronnen van Bangladesh

De belangrijkste industriële sector is textiel. Naar schatting 4 miljoen mensen werken in de textielproductie, die gericht is op de export en de belangrijkste bron van buitenlandse valuta vormt. Recentelijk hebben rampen zoals de instorting van het Rana Plaza internationaal veel verontwaardiging gewekt. In Nederland en andere westerse landen zijn daarna initiatieven gestart zoals Fair Production om de arbeidsomstandigheden te verbeteren. Met 1.134 doden geldt de instorting als de dodelijkste ramp ooit in een textielfabriek en als de dodelijkste architectonische ramp in de moderne geschiedenis.

### Energie
In 2014 produceerde het land 29 miljoen ton olie-equivalent (Mtoe), 66% gas en 31% duurzame energie. (1 Mtoe = 11,63 TWh, miljard kilowattuur). Dat was niet genoeg voor de energievoorziening, het TPES (total primary energy supply): 35 Mtoe. Het land importeerde 6 Mtoe fossiele brandstof. Van de energie ging ongeveer 9 Mtoe verloren bij conversie, vooral bij elektriciteitsopwekking uit fossiele brandstof. 1,4 Mtoe werd gebruikt voor niet-energetische producten zoals smeermiddelen, asfalt en petrochemicaliën. Voor eindgebruikers resteerde 26 Mtoe waarvan 9 Mtoe = 106 TWh elektriciteit.
De uitstoot van kooldioxide was 62 megaton, dat is 0,4 ton per persoon. Het wereldgemiddelde is 4,5 ton per persoon.
In oktober 2013 werd begonnen aan de bouw van de eerste kerncentrale in Ruppur in het noordwesten van het land. De Kerncentrale Ruppur zal twee Russische kernreactoren krijgen om 1000 megawatt (MW) elektriciteit te genereren. Het Internationaal Agentschap voor Atoomenergie gaf Bangladesh in 2007 toestemming om een centrale te bouwen. In december 2015 volgde de definitieve opdracht voor twee reactoren elk met een vermogen van 1200 MW. In 2016 werd met het werk begonnen op 160 kilometer van de hoofdstad Dhaka. Rusland geeft een grote lening tegen zachte voorwaarden om de getaxeerde bouwkosten van US$ 12,65 miljard te financieren. De centrales komen later dan aanvankelijk verwacht in 2024 in gebruik.

### Armoede
Volgens het CIA World Factbook leefde in Bangladesh 25% van de bevolking in 2018 onder de armoedegrens.

## Sport
Op het platteland van Bangladesh blijven verschillende traditionele inheemse sporten zoals Kabaddi, Boli Khela, Lathi Khela en Nouka Baich redelijk populair. Alhoewel Kabaddi de nationale sport is, is cricket de populairste sport van het land, gevolgd door voetbal. Het nationale cricketteam nam deel aan hun eerste wereldkampioenschap cricket in 1999 en het jaar daarop kreeg het de status testcricket. Ze bereikten de kwartfinale van het wereldkampioenschap cricket 2015, de halve finale van de ICC Champions Trophy 2017 en ze bereikten drie keer de finale van de Azië Cup - in 2012, 2016 en 2018. Het nationale team is bekend onder de naam "The Tigers". Het team is volwaardig lid van de International Cricket Council.